# فرودگاه جینجا
فرودگاه جینجا (به انگلیسی: Jinja Airport) یک فرودگاه غیرنظامی و نیروی نظامی با کد یاتا JIN است . این فرودگاه در شهر جینجا کشور اوگاندا قرار دارد و در ارتفاع ۱۱۸۰ متری از سطح دریا واقع شده‌است.